# Pultenaea glabra
Pultenaea glabra är en ärtväxtart som beskrevs av George Bentham. Pultenaea glabra ingår i släktet Pultenaea och familjen ärtväxter. Inga underarter finns listade i Catalogue of Life.